# 阿塞米尼
阿塞米尼（義大利語：Assemini），是意大利撒丁大区卡利亞里廣域市的一个市镇。总面积117.5平方公里，人口26752人，人口密度227.7人/平方公里（2009年）。ISTAT代码为092003。